# Великая ложа Индии
Великая ложа Индии (англ. Grand Lodge of India (GLI)) — главный руководящий орган масонства в Индии, официально учреждена в пятницу, 24 ноября 1961 года.
В таком порядке были три делегации от Великой ложи Шотландии, Великой ложи Ирландии и Объединённой великой ложи Англии.
Из 277 отдельных лож в Индии, уже существовавших в то время, 145 выбрали новую Великую ложу Индии. Это составляло немногим более 52 % гарантированных лож в Индии.

## Появление масонства в Индии
Масонство в Индии уходит своими корнями в первые годы XVIII века. В 1730 году офицеры Ост-Индской компании проводили свои собрания в Форт-Уильяме в Калькутте. Номер, присвоенный Ложе, был 72.
Гошамал Барадари в Хайдарабаде, построенный в 1682 году султаном Абул Хасаном Тана Шахом, является старейшим зданием, использовавшимся в качестве масонского храма в Индии. Построенный в 1682 году, он был подарен братству в 1872 году 6-м низамом княжества Хайдарабад — Мир Махбуб Али Ханом.

## Благотворительность
При Джьотиргамайе, инициированной великим мастером доктором Баларамом Бисвакумаром в ознаменование золотого юбилея ложи; Великая ложа Индии выступила с инициативой осветить 50 деревень в отдалённых районах страны, которые до сих пор не имели доступа к электричеству. GLI построила 74 дома для пострадавших от цунами, построив зал площадью 10 000 кв. футов (929 м²) в деревне Паллам в Каньякумари. GLI также организует классы для детей в тюрьмах и оказывает помощь пострадавшим от стихийных бедствий. GLI насчитывает около 500 лож в Индии, в которых насчитывается около 25 000 членов.
- Гошамал Барадари[англ.], Хайдарабад, ок. 1890 года
- Памятная марка, выпущенная Почтой Индии[англ.] в ознаменование Золотого юбилея Великой Ложи Индии (1961—2011)
- Масонский зал Кроутера[англ.] в городе Коллам